# Митошевић
Митошевић је српско презиме, патроним настао од словенског имена Митош. Може се односити на следеће особе:
- Вук Митошевић (1991), фудбалер
- Душан Митошевић (1949), фудбалски менаџер и бивши играч